# 경아의 딸
《경아의 딸》은 2022년에 개봉한 대한민국의 영화이다.

## 캐스팅
- 김정영 : 경아 역
- 하윤경 : 연수 역
- 임형태 : 운규 역
- 이채경 : 상순 역
- 이지하 : 미자 역
- 최희진 : 민희 역
- 김우겸 : 상현 역
- 이세랑 : 숙현 역
- 양흥주 : 근만 역
- 양석희 : 가은 역
- 박혜진 : 하나 역
- 장호준 : 수호 역
- 김아석 : 경민 역
- 유병훈 : 교감 역
- 권오성 : 수험생 역 (우정출연)
- 최혜영 : 여동기 역 (우정출연)
- 장태영 : 피씨방 알바생 역 (우정출연)
- 박송열 : 컴퓨터 수리기사 역 (우정출연)
- 장준휘 : 학년부장 역 (특별출연)
- 전소현 : 부동산업자 역 (특별출연)
- 장리우 : 의사 역 (특별출연)
- 임용순 : 판사 역 (특별출연)